# Kamienica przy ulicy Kiełbaśniczej 7 we Wrocławiu
Kamienica przy ulicy Kiełbaśniczej 7 – kamienica o średniowiecznym rodowodzie znajdująca się przy ul. Kiełbaśniczej 7 we Wrocławiu.  

## Historia kamienicy
Zabudowa murowana na posesji nr 7 pojawiła się przy ulicy już od końca XIII wieku. Była to wówczas (od strony ulicy Kiełbaśniczej) kamienica szczytowa z bramą przejazdową łączącą kamienice Rynku nr 2,3 i 4. Tylne pomieszczenie w kamienicy było pokryte sklepieniem sieciowym. Kamienica przy Mikołaja 77 mająca formę wieży, stanowiła odrębny wówczas budynek. W XV wieku oba budynki zostały połączone a ich tylne zabudowy połączono z oficynami kamienic przyrynkowych. Była to wówczas najdłuższa kamienica na ulicy. Pomiędzy starszym budynkiem a północną granicą posesji znajdował się wąski dom jednopasmowy. Pod koniec XV lub na początku XVI wieku tylna izby kamienicy nakryte zostały sklepieniem krzyżowo-żebrowym lub gwiaździstym. Kolejne przebudowy budynku miały miejsce XVI i XVIII wieku oraz w 1860 roku. W 1875 roku kamienica nr 7 została przebudowana wg projektu architekta Alberta Graua. Budynek został podniesiony o jedną kondygnację a na osi fasady umieszczono kamienicy wykusz i niewielki taras.

## Po 1945 roku
Budynek został wyremontowany w 1976 roku. Kolejny remont miał miejsce w 2000 roku. Obecnie czterokndygnacyjna kamienica posiada sześcioosiową skromną fasadę w stylu klasycystycznym. Największą wartość architektoniczną stanowią wnętrza budynku, które zachowały swój wczesny układ mieszkania mieszczańskiego z zachowanymi reliktami średniowiecznej zabudowy mieszkalnej.    